# Vetenskapsåret 1907

## Händelser

### Fysik
- Okänt datum - Albert Einstein inför principen om ekvivalens mellan gravitation och acceleration och förutser att det gravitationell rödförskjutning.

### Geologi
- Okänt datum - Bertram Boltwood föreslår att man kan mäta jordens ålder genom att mäta halten bly i uran- och thoriumådror.
- Okänt datum - Moine Thrust Belt i Skottland identifieras, och blir ett av de första sådana att upptäckas.[1]

### Kemi
- Okänt datum - Charles Glover Barkla upptäcker grundämnet Lutetium.
- Okänt datum - Michail Tsvet utvecklar kromatografin.

### Medicin
- Okänt datum - George Soper identifierar "Typhoid Mary" Mallon som en asymptomatisk bärare av tyfoidfeber i New York.[2]

## Pristagare
- Bigsbymedaljen: Arthur William Rogers [3]
- Copleymedaljen: Albert Abraham Michelson
- Nobelpriset: [4]
  - Fysik: Albert A Michelson
  - Kemi: Eduard Buchner
  - Fysiologi/medicin: Alphonse Laveran
- Sylvestermedaljen: Wilhelm Wirtinger
- Wollastonmedaljen: William Johnson Sollas [5]

## Födda
- 12 januari - Sergej Korolev, rymdforskare
- 25 juni - Hugo Daniel Jensen, tysk fysiker
- 30 augusti - John Mauchly, en av upphovsmännen till ENIAC

## Avlidna
- 20 januari - Dmitrij Mendelejev, rysk kemist, upptäckare av periodiska systemet
- 17 december - Lord Kelvin, brittisk matematiker och fysiker

### Fotnoter
1. ↑  Peach, B. N. et al. The Geological Structure of the North-West Highlands of Scotland. Memoirs of the Geological Survey of Great Britain, Scotland. Glasgow: H.M.S.O
2. ↑  Soper, George A. (15 juni 1907). ”The work of a chronic typhoid germ distributor”. Journal of the American Medical Association "48":  ss. 2019–22. https://zenodo.org/record/1423366/files/article.pdf?download=1. Läst 4 april 2011.
3. ↑  ”Geological Society”. Arkiverad från originalet den 5 juni 2011. https://web.archive.org/web/20110605101836/http://www.geolsoc.org.uk/gsl/society/history/page753.html. Läst 13 april 2011.
4. ↑  ”Nobelpriset”. http://nobelprize.org/nobel_prizes/lists/all/index.html. Läst 10 april 2011.
5. ↑  ”Geological Society”. Arkiverad från originalet den 5 juni 2011. https://web.archive.org/web/20110605102217/http://www.geolsoc.org.uk/gsl/society/history/page750.html. Läst 13 april 2011.